# Josiah Royce
Josiah Royce (Grass Valley, 20 de novembro de 1855 — Cambridge, 14 de setembro de 1916) foi um filósofo americano. Royce normalmente é visto sob influência tanto do pragmatismo de seus colegas William James e Charles Sanders Peirce quanto do idealismo absoluto de Hegel. Em seu pragmatismo absoluto, Royce incorporou o significado de signo de Peirce, considerando-o uma “teoria geral de interpretação”.

## Biografia
Royce nasceu em Grass Valley (Califórnia) em 1855 e se graduou em 1875 na Universidade da Califórnia em Berkeley. Ele fez sua pós-graduação na Alemanha, onde estudou em Göttingen, sob orientação de Rudolf Hermann Lotze. Lá ele teve contato com autores alemães, como Kant, Fichte, Schelling, Hegel e Schopenhauer. Em 1876, retornou para Universidade Johns Hopkins, onde o filósofo William James o incentivou a seguir uma carreira acadêmica em filosofia. Royce doutorou-se em 1878, e migrou para Universidade Harvard, substituindo James, que estava de licença. Em 1885 – ano em que publicou seu primeiro grande tratado, e em 1892 se tornou professor regular em Harvard, aos 37 anos. Dentre seus alunos, destacaram-se George Herbert Mead e Clarence Irving Lewis.

## Pensamento

### Peirce e Hegel
Royce analisou a interpretação sob a influência da filosofia de Peirce, desdobrando sua estrutura triádica. Para ele, a interpretação é tida como o processo de comparação e diferenciação, como uma forma de aprender na qual a negação, preservação e reintegração são os elementos constitutivos, remetendo ao método de Hegel. De acordo com Royce, a lógica da interpretação de Sanders Peirce não é apenas fundamental para qualquer metodologia filosófica, como é também importante nos processos de pesquisa científica. Royce vê na filosofia de Peirce a possibilidade de resolução das aporias deixadas por Hegel: “Não há inconsistência essencial entre os motivos lógicos e psicológicos que estão na base da tríade da interpretação de Peirce, e o interesse hegeliano no jogo de tese, antítese e uma síntese mais elevada”, diz Royce. Contudo “a teoria de Peirce, com sua origem explicitamente empírica e sua resolução lógica muito exata, promete nova luz sobre assuntos que Hegel deixou profundamente problemáticos”.

### Lógica
Royce pode ser considerado o fundador da Harvard School of Logic. Ele desenvolveu a álgebra booleana paralela à lógica matemática. Seus aluno Clarence Irving Lewis inaugurou a lógica modal, ao passo que seu outro aluno, Edward Vermilye Huntington, foi o primeiro a ter tentado axiomatizar a álgebra booleana. Por fim, Henry M. Sheffer, também aluno de Royce, ficou conhecido por seu conceito epônimo de conjunção oposta. Suas próprias ideias sobre lógica, filosofia da lógica e filosofia da matemática foram influenciadas por Charles Sanders Peirce e Alfred Kempe. As ideias de Royce influenciaram Brand Blanshard e Timothy Sprigge.

### Religião
O pensamento de Royce é influenciado por sua educação religiosa protestante. Ele sempre respeitou as convenções do cristianismo reformado e seus escritos referem-se às escrituras com regularidade. Ele vê a Igreja Cristã em particular como um paradigma de comunidade, contudo, critica muitas igrejas cristãs históricas que acredita terem perdido de vista o espírito que as guia, e, inversamente, ele se refere às "comunidades da graça" como comunidades não-cristãs ou não-religiosas. Em particular, demonstra grande respeito pelo budismo, aprendendo sânscrito para estudá-lo em profundidade. No entanto, ele argumenta que apenas o modelo cristão da "comunidade leal" consegue combinar o verdadeiro espírito de comunidade com a valorização intransigente do indivíduo.

## Trabalhos selecionados
- 1885. The Religious Aspect of Philosophy
- 1886 California : A Study of American Character : From the Conquest in 1846 to the Second Vigilance Committee in San Francisco Berkeley : Heyday Books, c2002. First published Boston: Houghton Mifflin, 1886
- 1892. The Spirit of Modern Philosophy
- 1897. The Conception of God, a philosophical discussion concerning the Nature of the Divine Idea as a Demonstrable Reality
- 1898. Studies of Good and Evil: a series of Essays upon Problems of Philosophy and of Life
- 1899. The World and the Individual First Series, The Four Historical Conceptions of Being
- 1900. The Conception of Immortality
- 1901. The World and the Individual Second Series, Nature, Man, and the Moral Order
- 1903. Outlines of Psychology: an elementary treatise, with some practical applications
- 1904. Herbert Spencer: An Estimate and a Review
- 1908. The Philosophy of Loyalty
- 1909. What is Vital in Christianity?
- 1912. The Sources of Religious Insight. 2001 ed., Catholic Univ. of America Press. online edition
- 1912. William James, and Other Essays on the Philosophy of Life
- 1913. The Problem of Christianity. 2001 ed., Catholic Univ. of America Press. online edition (Volume One) Volume Two
- 1914. War and Insurance Macmillan.
- 1916. The Hope of the Great Community Macmillan.
- 1919. Lectures on Modern Idealism edited by J. Loewenberg. Yale University Press.
- 1920. Fugitive Essays
- 1951. Royce's Logical Essays: Collected Logical Essays of Josiah Royce Robinson, D.S., ed. Dubuque, IA: W. C. Brown Co.
- 1961. Principles of Logic. Philosophical Library.
- 1963. Josiah Royce's Seminar 1913–1914: As Recorded in the Notebooks of Harry T. Costello. Ed. by G. Smith. Rutgers University Press.
- 2005 (1969). The Basic Writings of Josiah Royce, 2 vols. Ed. by J. J. McDermott. Fordham University Press.
- 1970. The Letters of Josiah Royce. Ed. by J. Clendenning. University of Chicago Press.
- 1998. Metaphysics / Josiah Royce: His Philosophy 9 Course of 1915–1916. Hocking, W. E., R. Hocking, and F. Oppenheim, eds. State University of New York Press.
- 2001. Josiah Royce's Late Writings: A Collection of Unpublished and Scattered Works, 2 vols. Ed. by Oppenheim, F. Thoemmes Press. Índice do arquivo no Wayback Machine